# Brit Townsend
Brittney Townsend (née Lind-Petersen-McRoberts le 10 février 1957) est une athlète retraitée et entraîneur canadienne. Elle a représenté le Canada aux Jeux panaméricains de 1983 à Caracas et aux Jeux olympiques d'été de 1984 à Los Angeles.
Elle est devenue l'entraîneur-chef de l'athlétisme et du cross-country à l'Université Simon Fraser après sa retraite. Elle est aussi diplômé «Entraîneur élevé» (Niveau IV) par l'IAAF.